# Câu lạc bộ bóng đá Trat
Câu lạc bộ bóng đá Trat (tiếng Thái: สโมสรฟุตบอลจังหวัดตราด) là một câu lạc bộ bóng đá chuyên nghiệp Thái Lan có trụ sở tại tỉnh Trat. Đội bóng chơi ở Giải bóng đá vô địch quốc gia Thái Lan, Thai League 2.

## Lịch sử
Câu lạc bộ bóng đá Trat được thành lập vào năm 2012, có biệt danh là Những chú voi trắng. Họ được gia nhập vào Giải hạng hai Khu vực Trung tâm & Khu vực miền Đông năm 2011. Trong mùa giải đầu tiên, đội đã bị loại khỏi Cúp FA Thái Lan sau khi họ sử dụng một cầu thủ chưa được đăng ký trong loạt sút luân lưu ở trận đấu với Army United và giành chiến thắng ở Giải hạng 3 Khu vực Trung/Đông để thực hiện trận play-off của khu vực. Trat được thăng hạng lên Giải hạng Nhất Thái Lan năm 2013 (Thai Division 1) là kết quả của nỗ lực lần đầu tiên đứng đầu bảng B.

## Thành tích
- Thai League 2:
  - Á quân năm 2018
- Giải hạng Hai Khu vực:
  - Á quân năm 2012
- Giải Khu vực phía Đông
  - Vô địch năm 2016

## Sân vận động và địa điểm
| Tọa độ                                            | Vị trí | Sân vận động           | Sức chứa | Năm       |
| ------------------------------------------------- | ------ | ---------------------- | -------- | --------- |
| 12°14′02″B 102°31′30″Đ / 12,233759°B 102,524949°Đ | Trat   | Sân vận động tỉnh Trat | 4.000    | 2012–2017 |

## Kỷ lục theo mùa
| Mùa  | Giải đấu               | Giải đấu | Giải đấu | Giải đấu | Giải đấu | Giải đấu | Giải đấu | Giải đấu | Giải đấu | Cúp FA        | Cúp Liên đoàn | Vua phá lưới           | Vua phá lưới   |
| Mùa  | Khu vực                | P        | W        | D        | L        | F        | A        | Điểm     | Vị trí   | Cúp FA        | Cúp Liên đoàn | Tên                    | Những mục tiêu |
| ---- | ---------------------- | -------- | -------- | -------- | -------- | -------- | -------- | -------- | -------- | ------------- | ------------- | ---------------------- | -------------- |
| 2012 | DIV2 miền Trung & Đông | 34       | 20       | 11       | 3        | 66       | 34       | 71       | Thứ 3    | R3            | R2            | Rattaporn Saetan       | 17+ (5)        |
| 2013 | DIV1                   | 34       | 12       | 11       | 11       | 59       | 60       | 47       | Thứ 6    | R4            | R 1           | Woukoue Mefire Raymond | 9              |
| 2014 | DIV1                   | 34       | 14       | 7        | 13       | 47       | 33       | 49       | Thứ 7    | R4            | Không tham dự | Seiya Sugishita        | 12             |
| 2015 | DIV1                   | 38       | 7        | 6        | 25       | 35       | 100      | 27       | Thứ 20   | Không tham dự | Không tham dự | Borce Manevski         | 9              |
| 2016 | DIV2 miền Đông         | 22       | 16       | 4        | 2        | 45       | 19       | 52       | Vô địch  | R2            | Không tham dự | Erivaldo               | 11+ (1)        |
| 2017 | T2                     | 32       | 9        | 10       | 13       | 49       | 59       | 34       | Thứ 15   | R2            | Không tham dự | Tardeli                | 18             |
| 2018 | T2                     | 28       | 15       | 9        | 4        | 51       | 32       | 54       | Thứ 2    | R3            | R 1           | Tardeli                | 21             |
| 2019 | Tt                     | 30       | 9        | Thứ 8    | 13       | 47       | 47       | 35       | Thứ 10   | QF            | R 1           | Lonsana Doumbouya      | 20             |
| 2020 | Tt                     |          |          |          |          |          |          |          |          |               |               |                        |                |

| Vô địch | Á quân | Vị trí thứ ba | Thăng hạng | Xuống hạng |

| - P = Số trận đã đấu - W = Trận thắng - D = Trận hòa - L = Trận thua - F = Bàn thắng - A = Bàn thua | - TPL = Thai Premier League | - QR1 = Vòng loại đầu tiên - QR2 = Vòng loại thứ hai - QR3 = Vòng loại thứ ba - QR4 = Fourth Qualifying Round - RInt = Vòng trung gian - R1 = Vòng 1 - R2 = Vòng 2 - R3 = Vòng 3 | - R4 = Vòng 4 - R5 = Vòng 5 - R6 = Vòng 6 - GR = Vòng bảng - QF = Tứ kết - SF = Bán kết - RU = Á quân - S = Được tham dự - W = Vô địch - DIS = Bị loại |

## Cầu thủ
Ghi chú: Quốc kỳ chỉ đội tuyển quốc gia được xác định rõ trong điều lệ tư cách FIFA. Các cầu thủ có thể giữ hơn một quốc tịch ngoài FIFA.
| Số | VT | Quốc gia    | Cầu thủ                                         |
| -- | -- | ----------- | ----------------------------------------------- |
| 1  | TM | Thái Lan    | Worawut Sukhuna                                 |
| 2  | HV | Thái Lan    | Thitawee Aksornsri (mượn từ Port)               |
| 3  | HV | Thái Lan    | Pharadon Phatthaphon (mượn từ Chiangrai United) |
| 4  | HV | Thái Lan    | Chiraphong Raksongkham                          |
| 5  | HV | Thái Lan    | Rangsan Wiroonsri                               |
| 6  | HV | Thái Lan    | Thitathorn Aksornsri (mượn từ Port)             |
| 7  | TV | Thái Lan    | Pornpreecha Jarunai (Đội trưởng)                |
| 8  | TĐ | Hàn Quốc    | Lee Keun-ho                                     |
| 9  | TĐ | Israel      | Ben Azubel                                      |
| 10 | TV | Israel      | Lidor Cohen                                     |
| 11 | TĐ | Thái Lan    | Sarawut Thongkot                                |
| 12 | HV | Philippines | Amani Aguinaldo                                 |

| Số | VT | Quốc gia | Cầu thủ                                        |
| -- | -- | -------- | ---------------------------------------------- |
| 14 | HV | Thái Lan | Marut Budrak                                   |
| 16 | TV | Thái Lan | Adisak Klinkosoom                              |
| 18 | TM | Thái Lan | Thatpicha Aksornsri                            |
| 19 | TV | Thái Lan | Nonthaphon Daoreung                            |
| 20 | TĐ | Nhật Bản | Daizo Horikoshi                                |
| 24 | TV | Thái Lan | Santipap Ratniyorm                             |
| 25 | TM | Thái Lan | Suppawat Srinothai                             |
| 27 | TĐ | Thái Lan | Rittiporn Wanchuen (mượn từ Muangthong United) |
| 30 | TM | Thái Lan | Prapat Yoskrai                                 |
| 36 | HV | Thái Lan | Thanaset Sujarit                               |
| 39 | TV | Thái Lan | Reungyos Janchaichit                           |
| 46 | HV | Brasil   | Jorge Fellipe                                  |
| 88 | TV | Thái Lan | Phakpoom Poomsongtham                          |

## Huấn luyện viên
- Harnarong Chunhakunakorn 2013 –2014
- Krit Singha-preecha 2014 –2015
- Praphan Narkpong 2015 –2016
- Somkiat Fongpech 2016 –2017
- Worakorn Wichanarong 2017
- Dusit Chalermsan 2017 –2018
- Phayong Khunnaen 2018 –2021